# Ледник Фокса
Ледник Фокса (англ. Fox Glacier; маори Te Moeka o Tuawe) — ледник, расположенный в национальном парке Уэстленд на Южном острове в Новой Зеландии.
Ледник получил своё название в 1872 году в честь занимавшего пост премьер-министра Уильяма Фокса во время его визита в Уэст-Кост.
В течение последних 100 лет ледник постепенно уменьшается в размерах. По данным на 2006 год, ледник тает на 1 метр в неделю. Ледник берёт начало в Новозеландских Альпах (Южные Альпы). Имеет выход к морю через реку Фокс. Доступен для туристов.